# Malatesta Ariosto

Stemma degli Ariosti

Malatesta Ariosto (Ferrara, 1410 – 1476) è stato uno scrittore italiano.

## Biografia
Fratello di Francesco Ariosto, nel 1453 scrisse una rappresentazione allegorica in lingua volgare per celebrare l'arrivo di Borso d'Este a Reggio Emilia.